# Russell Stannard
Russell Stannard (geboren 24. Dezember 1931 in London; gestorben 4. Juli 2022) war ein britischer Physiker und Autor mehrerer Sach- und Jugendbücher zum Thema Theologie und Physik.

## Leben
Stannard besuchte das University College London, wo er 1953 den Abschluss B.Sc. (Special Physics) erhielt. Für seine außergewöhnlichen Leistungen im Studium wurde er mit der Rosa Morrison Medal ausgezeichnet. 1956 promovierte er mit seiner an der Forschungsstation am Marmolata in Italien durchgeführten Forschung zur Kosmischen Strahlung zum Ph.D.
Im Folgenden stieg Stannard in die experimentale Hochenergiephysik ein. 1959 bis 1960 war er etwa am Lawrence Radiation Laboratory in Berkeley (Kalifornien) beschäftigt. Er arbeitete mit den Beschleunigern des Rutherford Laboratory, Harwell, und des CERN in Genf.
Stannard unterrichtete von 1960 bis 1969 am University College London. Danach unterstützte er den Aufbau der Open University in Milton Keynes, wo er von 1971 bis 1997 Professor und von 1975 bis 1977 Pro-Vice Chancellor (Planning) war. Er war Mitglied im Institute of Physics, wo er von 1987 bis 1991 auch Vice President of the Institute of Physics (Education) war.
Er entwickelte ein Interesse an der Beziehung zwischen Religion und Wissenschaft. Hierfür wurde Stannard auch Mitglied das Center of Theological Inquiry in Princeton. Ebenso war er 1993 bis 1999 er Treuhänder der John Templeton Foundation. 1996 hielt er auf Anfrage des damaligen Erzbischof von Canterbury zusammen mit dem Erzbischof von York für alle 100 Bischöfe der Church of England ein Seminar zum Thema Wissenschaft und Religion. Stannard leitete auch das Templeton-Cambridge Journalism Fellowship Program in Science and Religion.

## Auszeichnungen
1986 wurde er mit dem Templeton Project Award ausgezeichnet. 1998 erhielt er von Königin Elisabeth II. den Order of the British Empire. 2000 wurde er Ehrenmitglied des University College London.

## Publikationen
Stannard schrieb neben mehr als sechzig wissenschaftlichen Veröffentlichungen in Fachjournals auch Bücher, darunter auch für Kinder/Jugendliche, welche in mehrere Sprachen übersetzt wurden. Die Jugendbücher wurden etwa für den UK Children’s Science Book Prize nominiert, sowie auch für Whitbread Children’s Novel, die Carnegie Medal, die Kate Greenaway Medal und den Science Writing Award des American Institute of Physics. Das Buch Doing Away With God? war für Collins Biennial Religious Book of the Year in der Auswahl.
Stannard war auch an Video- und Radiosendungen beteiligt beziehungsweise für diese verantwortlich:
1994 entwickelte Stannard mit Unterstützung der John Templeton Fondation die Serie The Question is... mit vier 20-minütigen Videos, produziert von der BBC. Thema der an ein junges Publikum gerichteten Serie war die Beziehung zwischen Wissenschaft und Religion. 1996 präsentierte Stannard Science and Wonders, eine Serie von fünf 45-minütgien Radiobeiträgen für die BBC Radio 4, welche von der der Sunday Times mit dem Number 1 Radio Achievement ausgezeichnet wurde. Für die BBC Radio 4 lieferte Stannard 50 Beiträge für die Thought for the Day Serie.

### Sachbücher
- Science and the Renewal of Belief. SCM Press, 1982, ISBN 978-0-3340-1455-3
- Grounds for reasonable belief. Scottish Academic Press, 1989, ISBN 978-0-7073-0581-3
- Doing Away With God?: Creation and the New Cosmology. Zondervan, 1993, ISBN 978-0-5510-2770-1
- Our Universe: A Guide to What's Out There. Kingfisher, 1995, ISBN 978-1-8569-7551-3
- Science and Wonders. Faber & Faber, 1996, ISBN 978-0-5711-7694-6
- Creation and the Big Bang. Marshall Pickering, 1997, ISBN 978-0-5510-3113-5
- The God Experiment. Faber & Faber, 1999, ISBN 978-0-5711-9623-4
- Dr Dyer's Academy. Faber & Faber, 2002, ISBN 978-0-5712-1404-4
- Why?: Why Evil? Why Suffering? Why Death?. Lion, 2003, ISBN 978-0-7459-5122-5
- Relativity: A Very Short Introduction. OUP Oxford, 2008, ISBN 978-0-1992-3622-0
  - Relativitätstheorien. Reclam, Stuttgart 2010, Übersetzung durch Jürgen Schröder, ISBN 978-3-15-018692-3
- The End of Discovery: Are We Approaching the Boundaries of the Knowable?. OUP Oxford, 2010, ISBN 978-0-1995-8524-3
- Science and Belief: The Big Issues. Lion, 2012, ISBN 978-0-7459-5572-8
- The Divine Imprint: Finding God in the Human Mind. SPCK, 2017, ISBN 978-0-2810-7811-0

### Jugendliteratur
- Here I Am!. Faber & Faber, 1992, ISBN 978-0-5711-6612-1
  - Hallo Sam, hier bin ich. Loewe, Bindlach 1993, Übersetzung durch Ulli und Herbert Günther, ISBN 978-3-7855-2605-7
- World of 1001 Mysteries Faber & Faber, 1993, ISBN 978-0-5711-6775-3
  - Der Besuch aus Anderswo : wer rettet die Welt in 1001 Nacht?. Fischer-Taschenbuch-Verlag, Frankfurt am Main 1999, Übersetzung durch Ulli und Herbert Günther, ISBN 978-3-596-80105-3
- A Short History of God, Me and the Universe. Little Moorings, 1995, ISBN 978-0-3453-9741-6
- The Curious History of God. Lion, 1998, ISBN 978-0-7459-3964-3
- Mit George Gamow: The New World of Mr Tompkins. Cambridge University Press, 1999, ISBN 978-0-521-63009-2
- Space, Time, Rhythm and Rhyme. Faber & Faber, 1999, ISBN 978-0-5711-9579-4
- Tomb to Womb. Createspace Independent Pub, 2013, ISBN 978-1-4811-2982-4

Onkel-Albert-Reihe:
- The Time and Space of Uncle Albert. H. Holt, 1990, ISBN 978-0-8050-1309-2
  - Durch Raum und Zeit mit Onkel Albert : eine Geschichte um Einstein und seine Theorie. Fischer-Taschenbuch-Verlag, Frankfurt am Main 1990, Übersetzung durch Ulli und Herbert Günther, ISBN 978-3-7855-2331-5
- Black Holes and Uncle Albert. Faber & Faber, 1991, ISBN 978-0-5711-6199-7
  - Onkel Albert und der Urknall : eine neue Geschichte um Einstein und seine Theorie. Fischer-Taschenbuch-Verlag, Frankfurt am Main 1991, Übersetzung durch Ulli und Herbert Günther, ISBN 978-3-7855-2433-6
- Uncle Albert and the Quantum Quest. Faber & Faber, 1994, ISBN 978-0-5711-70661
  - Onkel Albert und die kleinsten Teilchen : ein neues Abenteuer um Einstein und seine Theorie. Fischer-Taschenbuch-Verlag, Frankfurt am Main 1995, Übersetzung durch Ulli und Herbert Günther, ISBN 978-3-596-80104-6
- More Letters to Uncle Albert. Faber & Faber, 1997, ISBN 978-0-5711-9051-5
- Ask Uncle Albert: 1001/2 Tricky Science Questions Answered. Faber & Faber, 1998, ISBN 978-0-5711-9436-0

Lab-Cats-Reihe:
- The Lab Cats Get Up Steam: A Look at what Things are Made of. Marshall, 2001, ISBN 978-1-8402-8419-5
- The Lab Cats on the Move: A Look at what makes Things move. Marshall, 2001, ISBN 978-1-8402-8546-8
- The Lab Cats Switch on: A Look at Electricity and Magnets. Marshall, 2001, ISBN 978-1-8402-8556-7